# Poa anceps
Poa anceps är en gräsart som beskrevs av Johann Georg Adam Forster. Poa anceps ingår i släktet gröen, och familjen gräs. Inga underarter finns listade i Catalogue of Life.